# Monopolkapitalism
Monopolkapitalism är i marxistisk teori det kapitalistiska stadium då konkurrensen upphävs under 1900-talet. De mindre företagen blev utslagna av de framgångsrika kapitalisterna.